# Untereisesheim
Untereisesheim er en by i den tyske delstat Baden-Württemberg, som ligger i kreisen Heilbronn. Untereisesheim har 4.101 indbyggere (2006).